# Ermenegildo Zegna

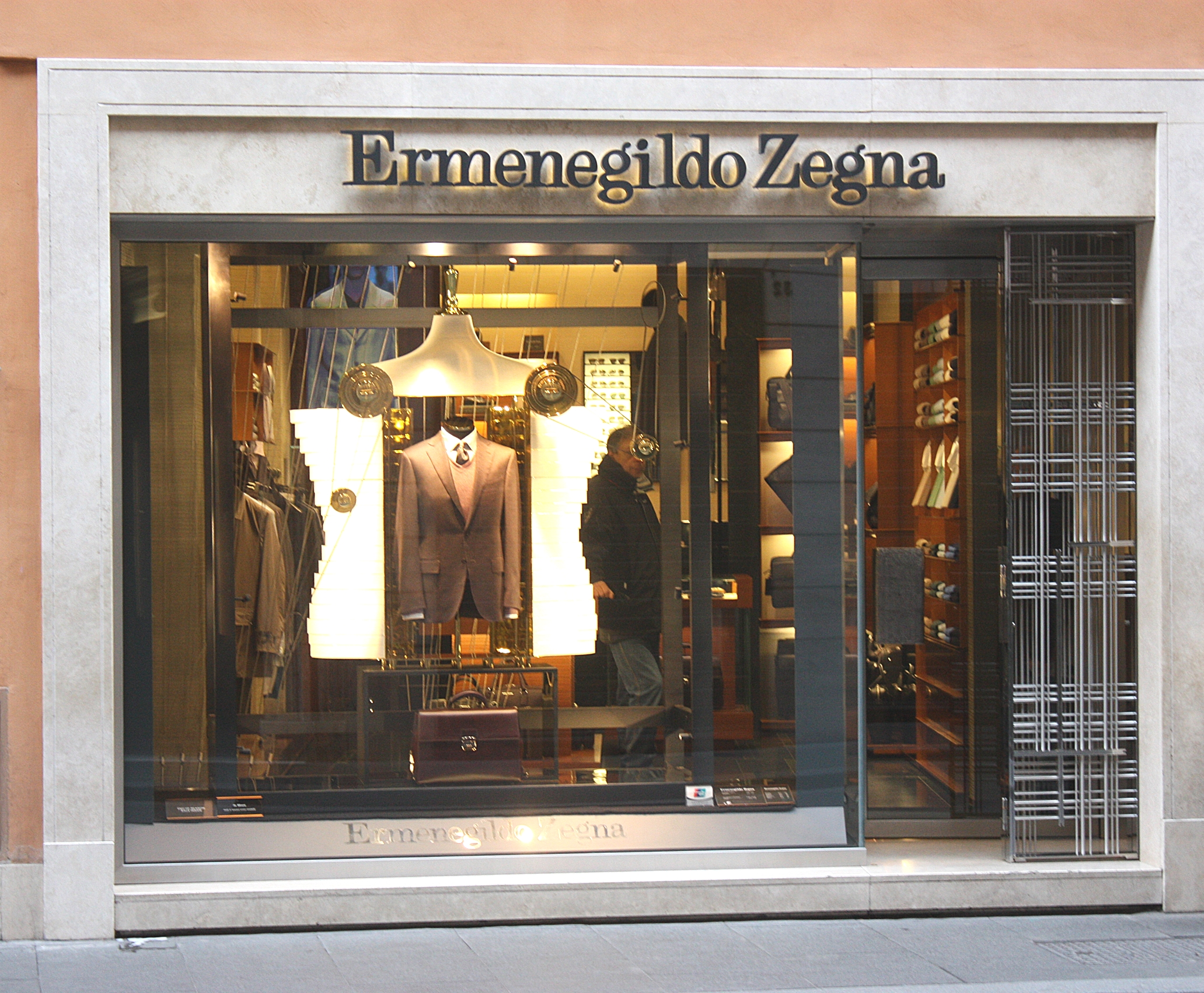
Бутик Зен’я у Римі

Ermenegildo Zegna, Zegna  (Ерменеджільдо Зен’я) — італійський виробник розкішного одягу, найбільш дохідний виробник чоловічого одягу у світі (600 тисяч костюмів на рік) та один з найбільших виробників тканини у світі (2,3 млн метрів на рік). 
Штаб-квартира у Мілані. Зен’я має 550 магазинів по всьому світі.
Компанія заснована 1910 року Ерменджільдо Зен’я. Підприємство належить 4-му поколінню сім'ї Зен’я.
Шиються чоловічі костюми під власною торговою маркою, а також для Gucci, Yves Saint Laurent, Dunhill та Tom Ford.
7000 працівників по всьому світі. Понад 90% одягу йде на експорт. Експорт рівномірно розподілений на Європу, Америку та Азію.
У 2006 році Зен’я допоміг модельєру Тому Форду розпочати його підприємство Tom Ford.
У 2007-му разом з Perofil Зен’я шиє ряд спідньої білизни.
2014-го Зен’я разом з Maserati оздобила інтер'єр 100 седанів 6-го покоління Maserati Quattroporte.
Співробітництво з Girard-Perregaux над її колекцією.
У 2014 році Зен’я підписала 10-річний контракт на виробництво окулярів з Marcolin Group. 
Ліцензія на виробництво парфумів Estée Lauder.
Зен’я виготовляє ручки у домовленості з Omas.

## Співпраця  з селебреті/моделі
- Мадс Міккельсен - данський актор (з січня 2023го, глобальний амбасадор)
- Реал Мадрид
- Льюїс Гамільтон -   британський автогонщик, який виступає у Формулі-1
- Лео Ву - китайський актор (з 2023 го глобальний амбасадор )
- Даніель Брюль — німецький актор